# Hartmut Kugler
Hartmut Kugler (* 3. März 1944 in Heilbronn) ist ein deutscher Philologe. Schwerpunkt seiner Arbeit ist die Literatur des europäischen Mittelalters.

## Leben
Nach dem Abitur in Groß-Umstadt studierte Kugler von 1963 bis 1969 die Fächer Germanistik, Romanistik und Philosophie in Marburg, Hamburg und Göttingen. Nach der Promotion war er von 1970 bis 1973 Wissenschaftlicher Mitarbeiter in Göttingen und von 1974 bis 1983 Assistent an der TU Berlin (Habilitation 1981).
Nach Professurvertretungen in Mannheim und Düsseldorf (1984–1987) wurde er 1987 auf eine Professur für Germanistische Mediävistik an der Universität Kassel berufen. 1993 wechselte er auf den Lehrstuhl an der Friedrich-Alexander Universität Erlangen-Nürnberg. Dort war er Sprecher des Graduiertenkollegs „Kulturtransfer im europäischen Mittelalter“.
Gastprofessuren führten ihn nach Riga (1993) und Budapest (1997), Paris (2002) und Zürich (2004).
Von 1997 bis 2001 war Hartmut Kugler Vorsitzender des Deutschen Germanistenverbandes.
Seine Forschungsschwerpunkte (ca. 150 wissenschaftliche Veröffentlichungen) liegen im Bereich der Literatur des Spätmittelalters und der frühen Neuzeit (Meistergesang, Literatur und Stadtkultur), der Text-Bild-Beziehungen, der Chronistik sowie des Verhältnisses von Dichtung und Geographie (Imago mundi-Literatur, Kartographie). Daneben hat er einige Zeitungsartikel zur Hochschulpolitik publiziert.
Seine zweibändige Neuausgabe der Ebstorfer Weltkarte wurde zur Grundlage der Digitalen Version der Karte an der Universität Lüneburg.

## Schriften (Auswahl)
Monographien
- Handwerk und Meistergesang. Ambrosius Metzgers Metamorphosen-Dichtung und die Nürnberger Singschule im frühen 17.Jahrhundert. (Palaestra Bd. 265) Vandenhoeck & Ruprecht, Göttingen 1977 ISBN 9783525205341
- Die Vorstellung der Stadt in der Literatur des deutschen Mittelalters. (Münchener Texte und Untersuchungen zur deutschen Literatur des Mittelalters Bd. 88) Artemis und Winkler München 1986 ISBN 978-3-484-89088-6

Texteditionen
- Ambrosius Metzger, Metamorphosis Ovidij in Meisterthöne gebracht.(Texte des späten Mittelalters und der frühen Neuzeit 31) Erich Schmidt, Berlin 1981 ISBN 978-3503012046
- Hans Sachs: Meisterlieder, Spruchgedichte, Fastnachtspiele. Auswahl (Reclam Universitätsbibliothek 18288). Reclam, Ditzingen 2003 ISBN 978-3150182888
- Die Ebstorfer Weltkarte. Kommentierte Neuausgabe in zwei Bänden. Unter Mitarbeit von Sonja Glauch und Antje Willing. Akademie Verlag, Berlin 2007, ISBN 978-3050041179 (vgl. die Rezension von Martina Stercken in: sehepunkte 8 (2008), Nr. 5 vom 15. Mai 2008)

Herausgeberschaften
- zusammen mit Bernhard Lauer, Fritz Paul, Lutz Röhrich, Ruth Schmidt-Wiegand: Jahrbuch der Brüder Grimm-Gesellschaft. Bd. 1 (1991) – 5 (1995)
- In Zusammenarbeit mit E. Michael: Ein Weltbild vor Columbus: Die Ebstorfer Weltkarte. Symposion im Kloster Ebstorf 1988. Acta humaniora, Weinheim 1991 ISBN 978-3527176700
- Kulturelle Identität der deutschsprachigen Minderheiten in Rußland/UdSSR. (Ost-West Kongreß Kassel, Band 2) Verlag Winfried Jenior, Kassel 1992. ISBN 978-3928172219
- Interregionalität der deutschen Literatur im europäischen Mittelalter. De Gruyter, Berlin/New York 1995 ISBN 978-3-11-014368-3
- in Zusammenarbeit mit Petra Boden: www.germanistik2001.de. Vorträge und Referate des Erlanger Germanistentags. Aisthesis, Bielefeld 2003 ISBN 978-3895284144
- mit Ingrid Baumgärtner: Europa im Weltbild des Mittelalters. Kartographische Konzepte. (Orbis mediaevalis 10). Akademie Verlag, Berlin 2008

Aufsätze (in Auswahl)
- Meisterlieder zum Dreißigjährigen Krieg, in: Hans Sachs und Nürnberg. Bedingungen und Probleme reichsstädtischer Literatur. Hg. v. H. Brunner, G. Hirschmann und F. Schnelbögl, Nürnberg 1976, S. 289–310
- Alexanders Greifenflug. Eine Episode des Alexanderromans im deutschen Mittelalter, in: Internationales Archiv für Sozialgeschichte der Literatur 12 (1987), S. 1–25
- Die Ebstorfer Weltkarte. Ein europäisches Weltbild im deutschen Mittelalter, in: Zeitschrift für deutsches Altertum 116 (1987), S. 1–29.
- Iwein, das gute und das schlechte Regiment, in: Oxford German Studies 25 (1996), S. 90–118
- Liebeskrankheit im mittelalterlichen Roman – Einige Beobachtungen unter dem Aspekt der Geschlechterdifferenz, in: Medizin, Geschichte und Geschlecht. Körperhistorische Rekonstruktionen von Identitäten und Differenzen. Hg. v. Frank Stahnisch und Florian Steger. (Geschichte und Philosophie der Medizin 1) Stuttgart 2005, S. 181–196
- Wilhelm Grimms Nibelungenkolleg. Zur Unterscheidung des Historischen vom Mythischen und zur Naturgeschichte der Sage, In: Mittelalterliche Poetik in Theorie und Praxis. Festschrift für Fritz Peter Knapp. Hg. von Thordis Hennings, Manuela Niesner, Christoph Roth und Christian Schneider. De Gruyter, Berlin/New York 2009, S. 79–96
- Artus in den Artushöfen des Ostseeraums. in: Artushof und Artusliteratur. Hg. von Matthias Däumer, Cora Dietl und Friedrich Wolfzettel (Schriften der internationalen Artusgesellschaft 7). De Gruyter, Berlin/Boston 2010, S. 341–354
- Zum kulturwissenschaftlichen Konzept 'Kulturtransfer' im europäischen Mittelalter, in: Musik und kulturelle Identität. Hg. v. Detlef Altenburg und Rainer Beyreuther. Kassel 2012, Bd. 2, S. 456–465
- Etzlaubs Erfindung der Straßenkarte um 1500, in: Zwischen Rom und Santiago: Festschrift für Klaus Herbers. Hg. von Claudia Alraum u. a. Bochum 2016, S. 129–137

Festschriften für Hartmut Kugler
- Projektion – Reflexion – Ferne. Räumliche Vorstellungen und Denkfiguren im Mittelalter. Hg. von Sonja Glauch, Susanne Köbele, Uta Störmer-Caysa, Berlin/Boston 2011 ISBN 978-3-11-022145-9